# Viking (Schiff, 1910)
Die erste HMS Viking war einer von insgesamt zwölf Zerstörern der Tribal-Klasse der britischen Royal Navy, die ab 1908 in Dienst kamen. Sie gehörte zur ersten britischen Zerstörerklasse mit Turbinenantrieb und Ölfeuerung. Die Viking kam als letztes Boot der Klasse im Juni 1910 zur Home Fleet. Sie war das einzige Sechs-Schornsteinboot und das größte Boot der Klasse.
Während des Ersten Weltkriegs war sie mit ihren Schwesterbooten am Ärmelkanal eingesetzt. 1915/16 erprobte sie als einziges Boot der Klasse eine 152-mm-Bugkanone. 1919 wurde die Viking zum Abbruch verkauft.

## Geschichte
Die Viking war einer der fünf Zerstörer der zweiten Nachbestellung der Royal Navy von Zerstörern der Tribal-Klasse. Den Auftrag für den Bau der Viking erhielt die Werft Palmer’s Shipbuilding & Iron Co. in Jarrow am Tyne. Sie war der einzige Tribal-Zerstörer dieser Werft, die schon eine Vielzahl von Zerstörern für die Navy gebaut hatte.

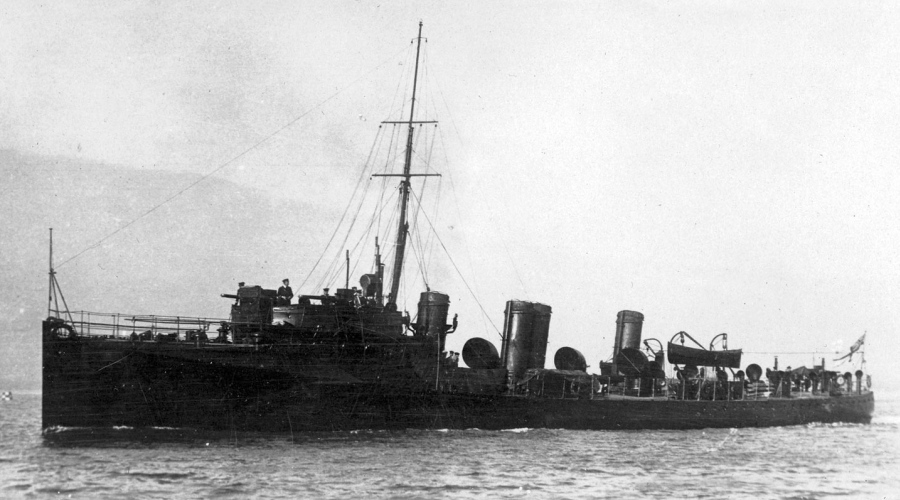
Die Bonetta, einer der ersten bei Palmers gebauten Turbinen-Zerstörer

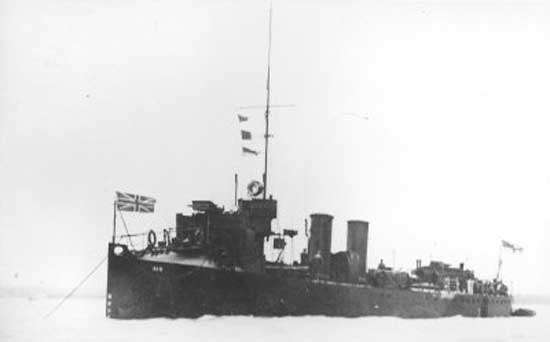
Ein Torpedoboot der Cricket-Klasse, die neben den Tribal-Zerstörern beschafft wurde

Mit Turbinenantrieb hatte sie schon einige kleine Zerstörer/Torpedoboote der gleichzeitig gebauten Cricket-Klasse an die Navy geliefert und konnte 1909 auch die 440-t-Spekulationsbauten Albacore und Bonetta an die Navy verkaufen, die 1913 der B-Klasse zugeordnet wurden.
Mit 290 ft (88,25 m) Länge war die Viking das längste Boot der Klasse und das einzige britische Sechs-Schornstein-Boot. Die Bewaffnung bestand wie bei allen nachbestellten Booten aus zwei 4-Zoll-Mk-IV-Kanonen und zwei 18-in-(450-mm)-Torpedorohren.
Die Kiellegung der Viking erfolgte in Jarrow am 11. Juni 1908 und der Stapellauf am 14. September 1909 als elftes Boot der Klasse. Am 13. Juni 1910 wurde die Viking als letztes Boot der Tribal-Neubauten von der Royal Navy übernommen.

### Einsätze
Die Viking kam bei der Abnahme, wie die anderen Booten der Klasse, zur „1st Destroyer Flotilla“ bei der Home Fleet, zu der neben den Tribal-Zerstörern noch der Flottillenführer Swift, dreizehn Zerstörern der River-Klasse sowie die Spähkreuzer („Scouts“) HMS Boadicea als Flaggschiff, Adventure und Pathfinder sowie als Wohn- und Vorratsschiff der alte Kreuzer Blenheim gehörten. Mit den Schwesterbooten nahm die Viking an der großen Flottenparade anlässlich der Krönung König Georgs V. teil.
1911 ersetzten zwölf Zerstörer der neueren Beagle-Klasse die Boote der River-Klasse, und die Patrol und die neue Blanche ersetzten die Adventure sowie die Pathfinder. 1912 wechselten die Tribal-Zerstörer zur „4th Destroyer Flotilla“ in Portsmouth, wo sie im Oktober mit dem Buchstaben „F“ am Bug gekennzeichnet wurden, da die Klasse nun offiziell als F-Klasse bezeichnet wurde. Im Februar 1914 verlegten die Boote der Klasse nach Dover, da die Reichweite der Boote zu gering war, um effektiv als Hochseeboote mit der Flotte eingesetzt zu werden. Die Boote kamen dort zur umformierten „6th Destroyer Flotilla“.

### Kriegseinsätze
Bei Ausbruch des Ersten Weltkriegs bildete die 6th Flotilla den Kern der „Dover Patrol“, die u. a. die Dover-Sperre bewachte, und die Viking blieb bis zum Kriegsende in diesem Dienst. Zur Flottille gehörten noch die drei Spähkreuzer Adventure, Attentive und Foresight und zwölf alte „30-knotter“-Torpedobootszerstörer der B- und der C-Klasse. Die Tribal-Zerstörer bildeten einen wesentlichen Bestandteil der "Dover Patrol", die ein Eindringen deutscher Seestreitkräfte in den Ärmelkanal verhindern sollte, denn der möglichst reibungslose Verkehr über den Kanal war für die Kriegsführung der Entente an der Westfront von großer Bedeutung. Die Boote befanden sich 17 Tage in Alarmbereitschaft oder auf See, um dann drei Tage die Kessel zu reinigen. Nach jeweils vier Monaten erfolgten dreiwöchige Instandsetzungen der Boote. Dieser Rhythmus strapazierte Boote und Besatzungen erheblich.
Im Oktober 1914 mussten auf der Viking die ersten Opfer beklagt werden, als die Boote der „Dover Patrol“ während der Schlacht an der Yser vor der flandrischen Küste die Artillerie-Unterstützung der Royal Navy für die Belgische Armee sicherten und ergänzten. Am 20. Oktober unterstützten die drei Monitore Severn, Mersey und Humber, sechs Tribal-Zerstörer und sechs französische Torpedobootszerstörer unter Konteradmiral Hood, dem bisherigen 1. Mitarbeiter des britischen Marineministers Winston Churchill, auf der Amazon, den Abwehrkampf der belgischen Armee bei Nieuwpoort. Auf der Viking explodierte das Buggeschütz, verwundete zwei Mann und setzte das Boot außer Gefecht. Nach der Instandsetzung übernahm der bisherige Kommandant der Mohawk, Commander Edward Evans, die Viking, die als neues Buggeschütz eine 152-mm-Mk.VII-Kanone erhalten hatte.
Am 4. März 1915 entdeckte die Viking unter Commander Evans bei starkem Nebel in der Straße von Dover das aufgetauchte deutsche Unterseeboot U 8. Die Viking eröffnete auf 1.000 yards Entfernung das Feuer, worauf U 8 wegtauchte. Weitere Zerstörer kamen hinzu und nach einer Stunde zwangen Maori und Ghurka U 8 mit über den Meeresboden geschleppten Sprengkörpern zum Auftauchen. Sie versenkten das Boot und nahmen 28 Mann gefangen.

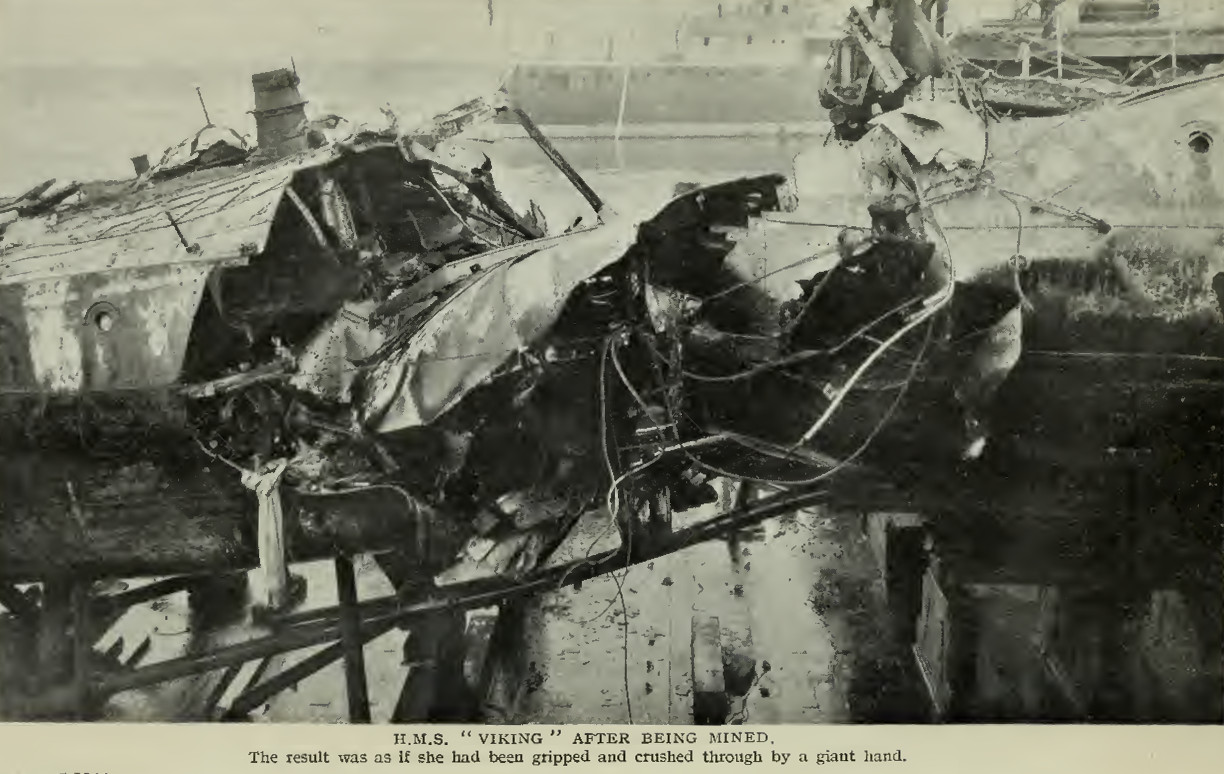
Die Schäden der Viking nach dem Minentreffer

Einen schweren Minentreffer mit zehn Toten und acht Schwerverletzten erlitt die Viking am 29. Januar 1916 vor Boulogne, vor einem Rückgeleit nach Großbritannien. Der Treffer zerdrückte das Boot auf der Höhe der Offiziersmesse, wo fast alle Offiziere zum Lunch versammelt waren. Unter den Toten befand sich auch der Kommandant, Commander Thomas C. H. Williams. Das Heck des Bootes hing an der Schraubenwellen und versetzt zum vorderen Teil. Einer der Öltanks begann zu brennen. Wegen des Feuers ging kein Boot längsseits und die Zulu versuchte, das Boot vom sich sammelnden Geleit wegzuschleppen. Das Feuer wurde während des Schleppvorgangs durch das eindringende Seewasser erstickt und die Besatzung von der Ure übernommen. Die schwerbeschädigte Viking brach beim Abschleppvorgang aus und die Schleppverbindung brach. Erst als der Schlepper Lady Brassey aus Dover eintraf, wurden die Bergungsversuche fortgesetzt. Die Tartar übernahm ein zusätzliches Schlepptau, um das Ausbrechen des Havaristen zu minimieren. Bei der Überfahrt wurde das Feuer durch das überkommende Seewasser endgültig gelöscht und am Abend konnte das Boot in Dover eingedockt werden. Bei der Besichtigung der Schäden wurde deutlich, dass das hintere Magazin beim Minentreffer explodiert war.

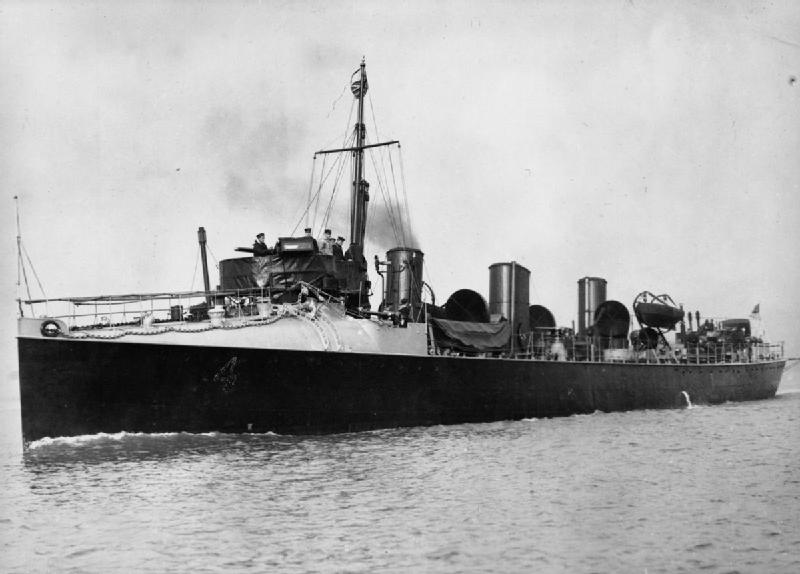
Die bei Palmers gebaute Flirt der C-Klasse, die im Oktober 1916 im Ärmelkanal verloren ging

Beim Angriff deutscher Torpedoboote auf die Dover-Sperre am 26./27. Oktober 1916 war die Viking Führungsboot der sechs Alarmzerstörer, die auf die Nachricht vom Angriff und der Versenkung der Flirt in zwei Gruppen in See gingen. Mit der Mohawk und der Tartar kam sie erst spät ins Gefecht, in dem ihr schweres Buggeschütz schon nach dem ersten Schuss ausfiel. Die sich zurückziehenden Boote der deutschen 18. Halbflottille erzielten Treffer auf der Mohawk und wurden selbst nicht getroffen.
Am 3. Februar 1918 wurde die Viking durch eine Kollision vor Folkestone beschädigt, bei der vier Seeleute starben.

### Das Ende derViking
Die Viking verlegte als einer der letzten fünf aktiven Tribal-Zerstörer mit Afridi, Cossack, Saracen und Zubian im Februar 1919 zur „7th Destroyer Flotilla“ im Humber. Sie bildeten, zusammen mit elf alten Torpedobootszerstörern und drei Zerstörern der River-Klasse, die „East Coast Forces“, bis sie einen Monat später aus dem aktiven Dienst ausschieden. Die Boote wurden in Immingham zum Kauf angeboten. Im Dezember 1919 wurde die Viking zum Abbruch verkauft.